# Sociedad Civil Catalana
Sociedad Civil Catalana (SCC; en catalán: Societat Civil Catalana) es una asociación española de ámbito territorial catalán. De acuerdo con sus estatutos es una iniciativa cívico política contraria al independentismo catalán con presencia de formaciones políticas de izquierda, centro y derecha tradicionalmente enfrentadas y favorable a mejorar las relaciones con el resto de España.
Han sido criticados por contraprogramar actos de partidos políticos catalanistas y movimientos secesionistas como Asamblea Nacional Catalana.
En enero de 2019 fue elegido presidente el empresario catalán Josep Ramon Bosch cofundador de la organización que ya presidió entre 2014 y 2015 sucediendo a José Rosiñol.
En junio de 2019 fue elegido presidente Fernando Sánchez Costa.

## Formación

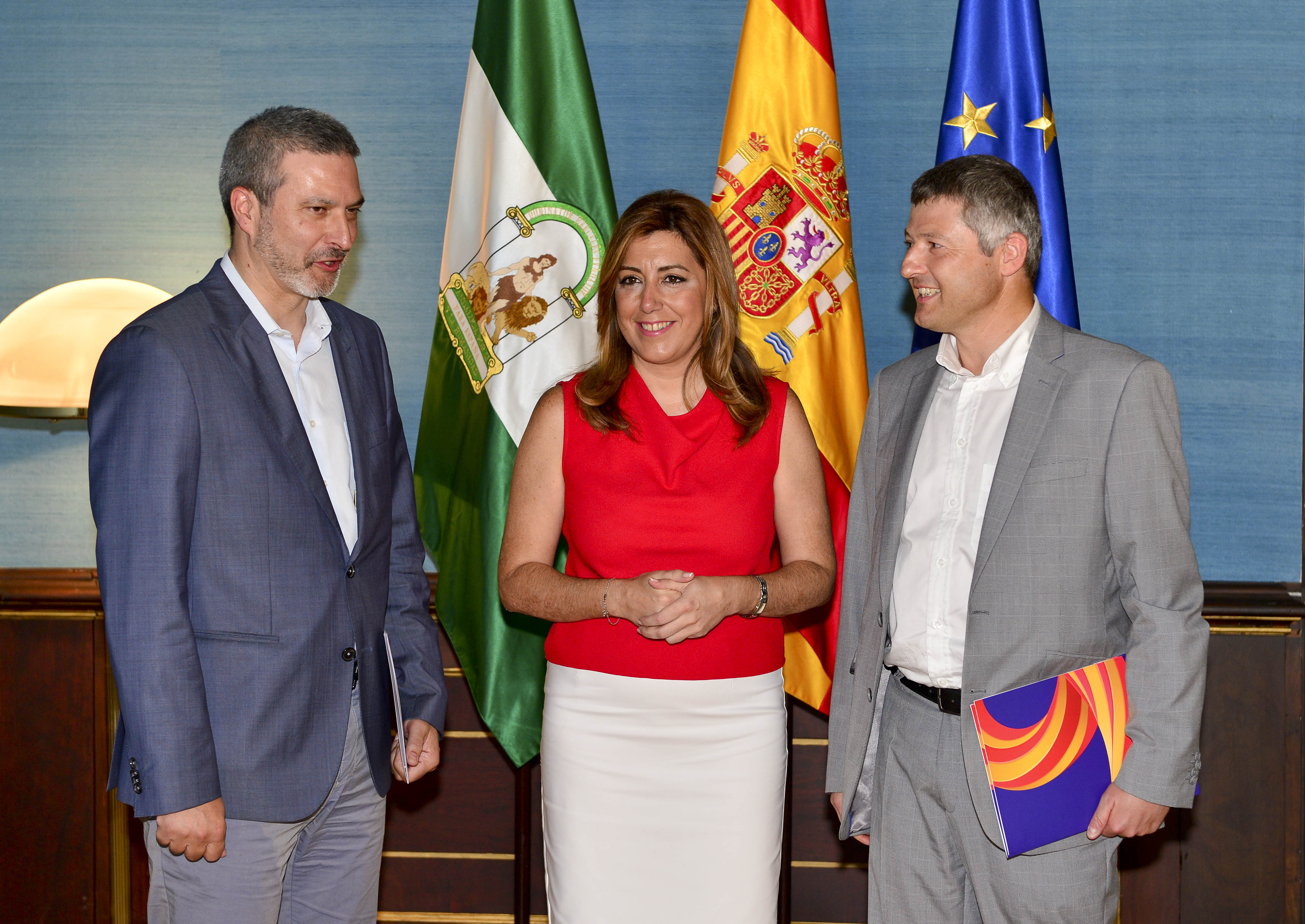
Josep Ramon Bosch (izquierda) y Joaquim Coll (derecha), entonces líderes de SCC, con Susana Díaz, presidenta de la Junta de Andalucía, en 2014.

Sus simpatizantes abarcan desde posiciones de partidos de derechas y de izquierdas no nacionalistas hasta independientes que defienden un modelo federal para Cataluña dentro de España y Europa. En su presentación en el Teatro Victoria de Barcelona se encontraban miembros destacados del PSC, como Albert Soler y Joan Rangel; del PP, Andrea Levy, José Antonio Coto y Àngels Esteller; de Ciudadanos, Matías Alonso, Carina Mejías y Carmen de Rivera; de UPyD, Ramon de Veciana; y de Vox, Santiago Abascal. También estuvo presente una delegación de representantes de la Fundación Nacional Francisco Franco y miembros del Movimiento Social Republicano (referentes en España del partido griego Amanecer Dorado).
Ha organizado movilizaciones en la festividad del 12 de octubre y el 19 de marzo de 2017 una manifestación contra los planes del gobierno autonómico de impulsar un referéndum unilateral con el lema "Aturem el cop separatista", una manifestación que fue secundada por varios miles de ciudadanos.

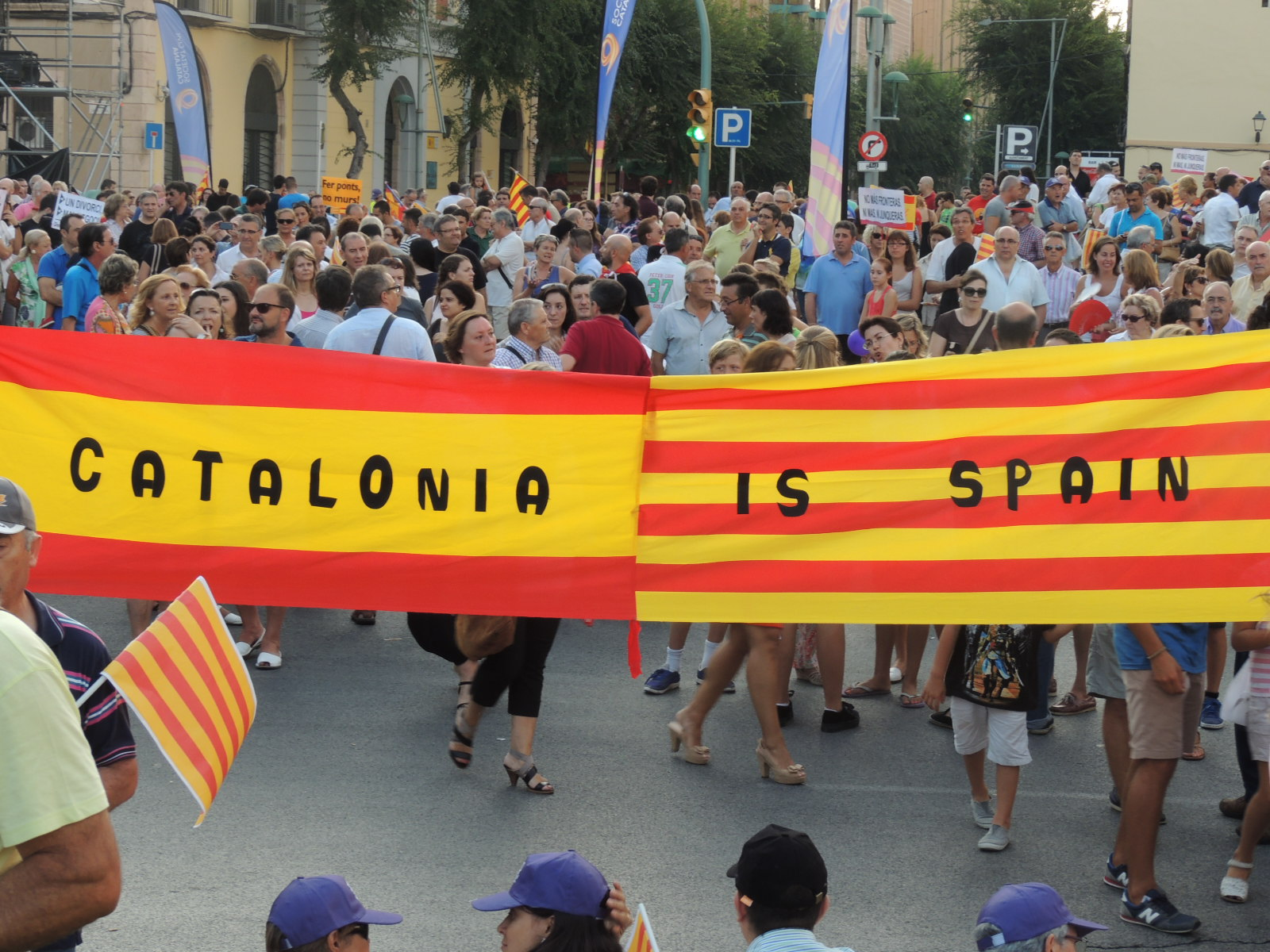
Pancarta en la Diada de 2014 (Tarragona).

La asociación paso a conocerse en el ámbito nacional gracias a la organización de dos manifestaciones masivas en Barcelona en contra de la independencia, una celebrada el 8 de octubre de 2017 como reacción al referéndum de independencia del 1 de octubre en Cataluña y otra el 29 de octubre de 2017 poco después de la Declaración Unilateral de Independencia del Parlamento de Cataluña dos días antes.

## Galardones
El 19 de noviembre de 2014 la asociación fue galardonada con el Premio Ciudadano Europeo por parte del Parlamento Europeo por su defensa de los valores europeos.
El 15 de enero de 2018, la asociación fue galardonada con el "premio convivencia" que otorga anualmente la fundación Manuel Broseta por su labor de fomento del espíritu de convivencia entre los catalanes de distinto origen y sensibilidad política. El premio fue entregado por el presidente de la Generalidad Valenciana, Ximo Puig.
El 26 de febrero de 2019, la asociación recibió, en el marco de los premios Alfonso Ussía, el premio en defensa de España, por la defensa y difusión de los valores constitucionales y del estado de derecho. El premio fue entregado por el teniente general Miguel Martín Bernardi, segundo jefe de Estado Mayor del Ejército de Tierra

## Ideología política
Sociedad Civil Catalana reivindica una Cataluña democrática, basada en el respeto al Estado de derecho, que valora la libertad individual y la convivencia, además de defender el proyecto europeo y los valores que lo inspiraron. En este sentido, su posicionamiento transversal logra que en sus movilizaciones se reúnan simpatizantes de muchos de los partidos constitucionalistas catalanes, siendo destacada la presencia de PP, PSC, Cs y Vox.
En cualquier caso, las personalidades políticas más asociadas con Sociedad Civil Catalana son quienes participaron activamente de las dos principales manifestaciones organizadas por la asociación, a saber, Mario Vargas Llosa, Nobel de Literatura y de ideología liberal, Paco Frutos, secretario general del Partido Comunista de España entre 1998 y 2009, y Josep Borrell, actual vicepresidente de la Comisión Europea y Alto representante de la Unión para Asuntos Exteriores y Política de Seguridad, exministro de Asuntos Exteriores, Unión Europea y Cooperación de España del gobierno de Pedro Sánchez (2018-2019), exministro del último gobierno socialista de Felipe González (1991-1996) y expresidente del Parlamento Europeo (2004-2007).
En 2021, uno de sus vicepresidentes, Javier Marín, dimite por "el acercamiento de la entidad a VOX".

## Movilizaciones
Tras la celebración del referéndum de autodeterminación de Cataluña el 1 de octubre de 2017, Sociedad Civil Catalana convocó para el domingo siguiente, 8 de octubre, una  manifestación en Barcelona en defensa de la unidad de España bajo el lema «Prou! Recuperem el seny» ('¡Basta! Recuperemos el seny'). Constituyó un enorme éxito ya que participaron según los organizadores más de un millón de personas y 450.000 según la Guardia Urbana, y contó con el apoyo de los partidos constitucionalistas Ciudadanos y Partido Popular. Como ha destacado un periodista aquel domingo «las calles de Barcelona se llenaron como nunca de rojigualdas». El principal orador en el acto final frente al Parque de la Ciudadela, donde se encuentra la sede del Parlamento de Cataluña, fue el escritor Mario Vargas Llosa que criticó duramente al nacionalismo.
El domingo 29 de octubre de 2017, dos días después de la declaración unilateral de independencia de Cataluña de 2017, Sociedad Civil Catalana volvió a celebrar otra gran manifestación en Barcelona. Esta vez, además del PP y de Ciudadanos, también participó el tercer partido constitucionalista catalán, el Partit dels Socialistes de Catalunya (PSC), con su líder Miquel Iceta al frente de la manifestación junto a Inés Arrimadas, líder catalana de Ciudadanos, y Xavier García Albiol, líder del Partido Popular de Cataluña.